# 日本出版著作権協会
一般社団法人日本出版著作権協会（にほんしゅっぱんちょさくけんきょうかい、Japan Publishing Copyright Association）は、出版物の複写その他出版に関わる著作権管理団体。略称は「JPCA」。発足時は「有限責任中間法人日本出版著作権協会」であり、後に法人制度の変更により、一般社団法人となった。

## 沿革
- 2004年3月4日、著作権等管理事業法に基づく著作権等管理事業者として、登録[1]。

- 2005年8月9日、管理委託著作物が、1万タイトルを越える[2]。

- 2009年4月2日、全米作家協会他とGoogle ブックスによる係争中の著作権侵害裁判に関し、その和解案を巡って「JPCAからの緊急アピール・本の権利は、出版社が守らなければならない！」を発表[3][リンク切れ]。

- 2009年4月10日、一般社団法人に変更

## 事業概要
著作権者から著作権利用の許諾について、委任を受けた出版物の複写その他出版に関わる著作権を系統的に集中管理する。学術系を中心に出版社48社が加盟し、多くの出版社の新規加入を促進している。
出版社の権利の法制化の実現をめざしており、一般の利用者にも、出版物の複写・複製の際には連絡するように呼びかけている。その他、出版社を対象にした著作権問題の相談の仲介などの事業も行っている。

## 注
1. ↑  はじめに日本出版著作権協会サイト内
2. ↑  「新着情報」日本出版著作権協会サイト内
3. ↑  「JPCAからの緊急アピール」日本出版著作権協会サイト内
4. ↑  組織概要と業務日本出版著作権協会サイト内